# Cretas
Cretas – gmina w Hiszpanii, w prowincji Teruel, w Aragonii, o powierzchni 52,66 km². W 2011 roku gmina liczyła 598 mieszkańców.